# Chuckie White
Charles William White, detto Chuckie (Monrovia, 8 marzo 1968), è un ex cestista statunitense, professionista nella CBA.

## Carriera
Con gli Stati Uniti ha disputato i Giochi panamericani del 1995.